# Paspalum tenellum
Paspalum tenellum är en gräsart som beskrevs av Carl Ludwig von Willdenow. Paspalum tenellum ingår i släktet tvillinghirser, och familjen gräs. Inga underarter finns listade i Catalogue of Life.